# Stanislav Biman
Stanislav Biman (* 30. října 1938, Dvůr Králové nad Labem) je český historik. Ve své odborné praxi se zaměřuje na vzájemné soužití českého a německého národa. Věnuje se také vojenské historii a z této tematické oblasti napsal i několik povídek a reportáží.

## Dílo
Biman je autorem například těchto děl:
- BIMAN, Stanislav. Partie hnědých pěšáků. 1976. vyd. [s.l.]: [s.n.] 207 s.
- BIMAN, Stanislav. Kariéra učitele tělocviku. [s.l.]: [s.n.], 1983. 373 s.
- BIMAN, Stanislav; CÍLEK, Roman. Poslední mrtví, první živí: české pohraničí květen až srpen 1945. 1. vyd. Ústí nad Labem: Severočeské nakladatelství, 1989. 244 s. ISBN 80-7047-002-X.
- BIMAN, Stanislav; DUŠKOVÁ, Sabina. Kdo byl kdo v Říšské župě Sudety 1938–1945. 1. vyd. Svazek 1 (A–B). Ústí nad Labem: Albis international, 2003. 306 s. ISBN 80-86067-81-5.